# 11575 Claudio
11575 Claudio eller 1994 BN4 är en asteroid i huvudbältet som upptäcktes den 31 januari 1994 av Farra d'Isonzo-observatoriet i Farra d'Isonzo. Den är uppkallad efter den italienska amatörastronomen Claudio Deponte.